# Uma Estrela Misteriosa Revelará o Segredo
Uma Estrela Misteriosa Revelará o Segredo, por vezes referido apenas como Uma Estrela Misteriosa, é o décimo álbum de estúdio do cantor e compositor brasileiro Nando Reis. É seu primeiro lançamento de inéditas desde Jardim-Pomar, de 2016.
Trata-se de um disco triplo, com cada parte recebendo uma palavra da primeira metade do título como nome, e ainda um disco bônus, com a outra metade como título. Conta com participações de diversos músicos estadunidenses, incluindo Peter Buck (R.E.M.), Barrett Martin (Screaming Trees), Duff McKagan (Guns N' Roses), Krist Novoselic (Nirvana), Mike McCready (Pearl Jam) e Matt Cameron (Pearl Jam, Soundgarden).

## Contexto, produção e gravação
Antes de começar a conceber o projeto, Nando Reis considerou lançar dois discos: um denominado Vermelho Araçá, em referência ao disco Araçá Azul, de Caetano Veloso, que conteria uma faixa gravada porém não lançada de nome "Búfala Vietnamita no Arrozal"; e outro denominado Reversões, em que Nando regravaria músicas de sua autoria que se tornaram conhecidas por vozes alheias.
A obra foi lançada pouco depois de Nando Reis encerrar uma turnê de reunião com sua antiga banda, os Titãs. Originalmente, o disco seria lançado em 2023, mas acabou adiado por conta da extensão da turnê com os Titãs, decorrente de seu êxito. Nando temeu perder o gosto pelo lançamento por ficar muito tempo sem ouvi-lo antes do lançamento, o que acabou não ocorrendo.
O projeto surgiu espontaneamente após Barrett Martin (Mad Season/Screaming Trees) convidar Nando e sua banda para gravarem duas músicas inéditas para o seu projeto Singing Earth. Eles se reuniram no estúdio Da Pá Virada, em São Paulo, e acabaram gravando um total de dez faixas, com Barrett escrevendo outras dez. O projeto final contou com 26 músicas inéditas e quatro regravações. O quarto disco, segundo Nando, foi gravado e concebido depois dos outros três.
Foi Barret quem conseguiu os convidados internacionais do disco, por ter amizade com eles. Segundo Nando, foi a diversidade de participantes que o levou a criar tantas músicas a ponto de render um disco quádruplo, pois só um repertório extenso poderia abarcar todas as possibilidades. Segundo reportagem da Folha de S.Paulo, as participações de Mike McCready, Matt Cameron, Duff McKagan e Krist Novoselic consistiram em bases gravadas para diferentes propósitos.
A lista de faixas final reúne canções compostas nos últimos anos, canções antigas ainda inéditas, regravações e canções criadas durante as gravações, abarcando o período entre 1988 e 2024. Elas foram gravadas em São Paulo, no segundo semestre de 2022, e finalizadas em Seattle em março de 2023. As seis faixas do disco bônus Revelará o Segredo foram gravadas em 2023, em Seattle, juntamente a uma sétima faixa não aproveitada, durante um período livre na etapa estadunidense da turnê Titãs Encontro. Essas músicas foram gravadas numa sessão no Avast Studios que acabou sendo a última antes dele ser reformado e encolhido.
O trabalho foi o primeiro de Nando em que ele permaneceu inteiramente sóbrio no processo de criação. Ele o considera o projeto mais ambicioso da sua carreira e acredita que "nadou contra a maré" ao fugir do que ele vê como uma lógica de "pulverização" da música e "skip" (ato de pular de faixa) do seu consumo.

## Temática
O título do disco é inspirado na história "A Estrela Misteriosa", d'As Aventuras de Tintim. A princípio, o trabalho seria chamado apenas Estrela Misteriosa, mas quando virou um disco triplo, Nando quis aumentar o nome para desmembrá-lo e sua filha Zoé sugeriu usar o verso "uma estrela misteriosa" da faixa "Estrela Misteriosa". Assim, cada palavra do título deu nome a um dos três discos principais; um quarto disco, que reúne seis faixas bônus, recebeu o título em separado de Revelará o Segredo e é exclusivo do box set que Nando ofereceu como opção para quem comprasse a obra completa em vinil.
Nando citou All Things Must Pass, de George Harrison, como uma inspiração para o disco; outra obra de George que encantava Nando, a canção "Bangladesh", também o inspirou a ter dois bateristas na mesma música (Barrett e Matt), pois a canção do ex-Beatle reunia Ringo Starr e Jim Keltner simultaneamente.

### Informações das faixas

#### Uma
Nando classificou "A Tulha" como uma música autobiográfica, "irmã" de "Pré-Sal" (do disco Sei). Ela foi escrita em compasso de 5 e tem uma estrutura baseada em textos de Nando. O endereço mencionado ao final da letra é da casa onde Nando nasceu, no Jardim Paulistano.
"Terra em Flor" e "Dois Reveillóns" foram originalmente escritas para serem oferecidas a Marisa Monte, que acabou não as musicando. "Em Si, Tais e Quais" foi originalmente escrita na turnê de Nando com a dupla Anavitória e oferecida a elas, que também não chegaram a musicá-la.
"Des-mente" fala da sua relação com as drogas, em que ele começa expressando o desejo de usá-las, para logo depois rejeitá-las. Nando identificou elementos de Roberto e Erasmo Carlos, Raul Seixas, faroeste e mariachi em "Coragem É Poder Mostrar".

#### Estrela
Nando descreveu o segundo disco como "rede abstrata de tensões nebulosas, de contrastes, de contradições, de fricções e de desejo", e suas canções como tendo "um aspecto mais místico, esotérico e espacial".
A faixa título "Estrela Misteriosa" foi escrita durante a pandemia de COVID-19, "num fim de tarde, com a angústia intensa do momento e a imagem de Júpiter: uma busca, uma trajetória, uma viagem".
"Composição" tem a participação de Pretinho da Serrinha no arranjo de percussão e enumera opostos. "Pedra Fundamental" é uma declaração de amor. "Rio Creme" tem as participações de Sebastião Reis e Pedro Lipa nos vocais, com Pedro duplicando sua voz em falsete. "Tentação" nasceu a partir da pergunta "como apagar o Sol?" - nela, as estrelas, inatingíveis por suas escalas astronômicas, são comparadas a sentimentos abstratos.
"Estuário" é uma declaração à esposa de Nando, Vânia, com cada par das oito estrofes se situando em uma região e a letra completa indo da evolução da relação deles até o nascimento do filho Theo. É uma das duas faixas feitas originalmente para o projeto Levee Walkers (formado por Mike McCready, Duff McKagan e Barrett Martin) mas que acabaram não contempladas, a outra sendo "O Muro".
A sua nova fase abstêmica é abordada em "Daqui Por Diante", faixa escrita originalmente somente para o Natal da família, na qual ele se desculpa com a esposa, os filhos e o neto por seu comportamento no passado.

#### Misteriosa
"O Muro" faz uso de ecos e tem uma melodia composta por Barrett Martin em colaboração com Matt Cameron. É uma das duas faixas feitas originalmente para o Levee Walkers, mas que acabaram não contempladas, a outra sendo "Estuário". Em "Ginger e Red", Nando conta a história de um casal marcado por diferenças, apesar de ambos terem cabelos ruivos, mas cuja paixão prevalece. Ela tem a participação de Lenny Kaye (Patti Smith).
"Na Lagoa" foi criada ao longo de dois dias a partir de reflexões do cantor acerca de uma fotografia que lhe evocou memórias antigas. "Enfim", por sua vez, levou apenas uma hora para ter sua letra e melodia criadas com base em uma fita demo gravada por Barrett e Peter Buck. "Tudo Está Aqui Dentro" também se originou de uma demo de Peter e fala da saudade de uma pessoa que não está mais presente.
"Diz pra Mim" novamente tem a participação de Pedro e Sebastião e reedita um poema que Nando havia escrito em 2007. Ele chegou a usar trechos da obra na turnê de 2018 com a dupla Anavitória. Durante a pandemia, num domingo em Jaú, ele decidiu finalizar a canção. A composição, especialmente os vocais, o lembrou de "You Are the Sunshine of My Life", do Stevie Wonder, e "1999", do Prince.
"Macapá" é uma regravação de uma faixa que Nando escreveu durante um voo para a capital amapaense. O encerramento "Tome o Seu Lugar" tem a participação de Krist Novoselic no acordeão e explora o paradoxo de amar uma pessoa com características que inicialmente não atraem, ou não deveriam atrair.

#### Revelará o Segredo
"Corpo e Colo" é uma das quatro regravações e também foi escrita em um voo; sua primeira aparição foi no álbum Novela (2024), da cantora Céu. "Rhipsalis", originalmente denominada "Janaína", foi inspirada pela morte de uma cantora com quem Nando tinha um encontro marcado, e a letra fala de perda e desencontro. A artista era uma aposta de Rick Bonadio, que na década de 1990 buscou Nando para compor uma faixa para ela. Os dois marcaram um encontro em sua casa numa segunda-feira, mas ela morreu num acidente durante uma viagem e nunca apareceu.
"Aparição" tem uma melodia feita por Pedro Baby, que inspirou Nando Reis a escrever uma letra "mais rápida e fluida". "Depois de Amanhã" foi originalmente criada em 1996 e ficou registrada em uma demo, sendo revisitada durante a pandemia. Ela traz a participação de Fernando Magalhães, que também tocou na versão demo de quase 30 anos antes.
"Firmamento" nasceu da aglutinação de duas partes diferentes mais uma letra inacabada, sendo finalizada em Maceió. Ela estabelece um paralelo entre o firmamento e o desejo pela pessoa amada, quando esta promete o céu. "Para Voar" é a última regravação do disco, tendo sido originalmente pensada para ser cantada por uma mulher.

### Arte
O projeto gráfico do lançamento é assinado pela filha de Nando, Zoé Passos, e Daniel Taglieri. As capas dos discos consistem em fotos de Nando na Praia de Arembepe em 1976, num ensaio que segundo ele remete às fotos do Araçá Azul de Caetano Veloso. Um símbolo baseado na flor de stapelia foi criado por Zoé e incorporado no projeto.

## Lançamento
"Se você quer fazer [um disco dessa envergadura], corre atrás e faz! Foda-se o mercado ou o streaming. Para mim, já era fita K7, depois LP, depois virou CD, depois virou download. E eu sempre compus com o violão, papel e caneta, e não vejo nenhuma diferença, para mim, não mudou nada. As pessoas ouvem também no YouTube, têm mais possibilidades de ouvir [...] e eu continuo."

Nando Reis sobre Uma Estrela Misteriosa Revelará o Segredo
Cada parte do álbum foi lançada numa data diferente. Uma saiu em 23 de julho (inicialmente em formato de EP com cinco músicas); Estrela e Misteriosa vieram nos dias 2 e 9 de agosto, respectivamente, e a venda do box completo com o disco bônus foi liberada no dia 27 de julho. No dia 20 de setembro, a versão completa do disco chegou às plataformas digitais.
O dia 23 de julho teve também o evento de lançamento do disco, num cinema de rua na região da Avenida Paulista. Lá, Nando exibiu um documentário em curta-metragem sobre a criação da obra, dirigido por Raimo Benedetti.
O lançamento foi marcado por uma turnê nacional de quatro meses, de setembro a dezembro de 2024, que contou com a participação de Peter e Barrett, que não puderam ficar mais tempo por não residirem no Brasil. Acompanharam também o cantor os parceiros de longa data Walter Villaça na guitarra, Felipe Cambraia no baixo e Alex Veley nos teclados, além de seu filho Sebastião Reis no violão. O primeiro show foi realizado em Fortaleza de São José em Macapá no dia 20 de setembro, o equinócio de primavera.
A turnê do disco se fundamentou em quatro pilares: inclusão (com a presença de intérprete de libras e profissionais de assistência a pessoas com deficiência), superação (por ser seu primeiro disco longe das drogas e do álcool), sustentabilidade (os shows respeitavam protocolos e indicadores alinhados aos 17 Objetivos de Desenvolvimento Sustentável da ONU) e autenticidade.

## Recepção

### Recepção da crítica
| Críticas profissionais | Críticas profissionais |
| Avaliações da crítica  | Avaliações da crítica  |
| Fonte                  | Avaliação              |
| ---------------------- | ---------------------- |
| G1                     | (Uma)                  |
| G1                     | (obra completa)        |
| Pop Fantasma           | 7                      |

Mauro Ferreira, que classificou de "audaz" a estratégia de Nando na época do anúncio do projeto, deu nota máxima à primeira parte do projeto, Uma, dizendo que o álbum "flagra o compositor em estado de graça, entre o rock e a balada, apresentando boas melodias". Na crítica da obra completa, ele voltou a apontar a ousadia de se lançar um disco quádruplo na era focada em singles do streaming, mas disse que Nando "transita sem derrapar por uma estrada perigosa" e que as músicas "se afinam esteticamente por carregarem o D.N.A. de Nando Reis como compositor, o que confere unidade aos quatro álbuns." Ele elogiou o vigor que Nando ainda demonstra como compositor e concluiu dizendo que ele "chega firme e forte ao fim dessa longa estrada autoral que aponta um belo futuro" para ele.
O jornalista Ricardo Schott, em seu site Pop Fantasma, ponderou que o cantor imprimiu no disco Estrela "uma certa MPB heartland, baseada em riffs roqueiros, argamassa quase pesada, letras que mostram detalhes diferentes do cotidiano, e um certo romantismo idealizado, de retorno ao passado"; segundo ele, uma característica de seu repertório. Ele elogiou também os arranjos de metais, comparando-os a "uma mescla de MPB popularesca dos anos 1970 e Dexy's Mindnight Runners [sic]", e comparando também "Azul Febril" a "uma versão MPB-balada de "Ballet for a Rainy Day", do XTC". Por outro lado, considerou algumas músicas repetitivas e que o cantor não "sabe misturar metáforas e conversas simples [...]. No disco triplo, essa disposição para exagerar nas imagens e patinar no hermetismo fica bem clara em várias letras." Finalizou dizendo que o disco foi feito para "fãs de verdade", mas que como produto mais amplamente falando, tem pontos fortes e fracos.

### Homenagem
Por ocasião do lançamento do álbum completo nas plataformas digitais, a ONErpm homenageou Nando batizando uma estrela da Constelação de Capricórnio - correspondente ao seu signo astrológico - com seu nome.

## Faixas
| Faixas de Uma  |                           |         |  |
| N.º            | Título                    | Duração |  |
| 1.             | "A Chave"                 | 4:27    |  |
| 2.             | "A Tulha"                 | 5:18    |  |
| 3.             | "Azul Febril"             | 2:58    |  |
| 4.             | "Terra em Flor"           | 4:40    |  |
| 5.             | "Em Si, Tais Quais"       | 3:35    |  |
| 6.             | "Coragem É Poder Mostrar" | 4:21    |  |
| 7.             | "Dois Réveillons"         | 3:51    |  |
| 8.             | "Des-Mente"               | 4:31    |  |
| 9.             | "Inverso"                 | 2:49    |  |
| Duração total: | Duração total:            | 36:30   |  |

| Faixas de Estrela |                      |         |  |
| N.º               | Título               | Duração |  |
| 10.               | "Estrela Misteriosa" | 7:06    |  |
| 11.               | "Composição"         | 5:49    |  |
| 12.               | "Pedra Fundamental"  | 4:13    |  |
| 13.               | "Rio Creme"          | 5:14    |  |
| 14.               | "Tentação"           | 5:23    |  |
| 15.               | "Estuário"           | 3:21    |  |
| 16.               | "Daqui por Diante"   | 5:01    |  |
| Duração total:    | Duração total:       | 36:07   |  |

| Faixas de Misteriosa |                                                  |         |  |
| N.º                  | Título                                           | Duração |  |
| 17.                  | "O Muro" (Nando Reis, Barret Martin, Peter Buck) | 3:47    |  |
| 18.                  | "Ginger e Red"                                   | 4:40    |  |
| 19.                  | "Na Lagoa"                                       | 5:36    |  |
| 20.                  | "Enfim" (Reis, Martin, Buck)                     | 2:58    |  |
| 21.                  | "Diz pra Mim"                                    | 5:07    |  |
| 22.                  | "Macapá"                                         | 5:48    |  |
| 23.                  | "Tudo Está Aqui Dentro" (Reis, Martin, Buck)     | 3:40    |  |
| 24.                  | "Tome o Seu Lugar"                               | 4:00    |  |
| Duração total:       | Duração total:                                   | 41:36   |  |

| Faixas de Revelará o Segredo |                                                 |         |  |
| N.º                          | Título                                          | Duração |  |
| 25.                          | "Corpo e Colo" (Reis, Kleber Lucas)             | 4:19    |  |
| 26.                          | "Rhipsalis"                                     | 3:54    |  |
| 27.                          | "Para Voar"                                     | 3:59    |  |
| 28.                          | "Firmamento"                                    | 4:15    |  |
| 29.                          | "Aparição" (Pedro Baby (melodia), Reis (letra)) | 4:38    |  |
| 30.                          | "Depois de Amanhã"                              | 4:00    |  |
| Duração total:               | Duração total:                                  | 35:05   |  |

## Créditos
Créditos extraídos de diversas fontes
- Nando Reis — vocal e violão
- Walter Villaça — guitarra
- Peter Buck (R.E.M.) — guitarra
- Mike McCready (Pearl Jam) — guitarra
- Andy Coe — guitarra em "Rhipsalis"
- Lenny Kaye (Patti Smith) — guitarra em "Ginger e Red"
- Sebastião Reis — violão de 12 cordas
- Felipe Cambraia — baixo
- Duff McKagan (Guns N' Roses) — baixo
- Alex Veley — teclados
- Joe Doria — órgão Hammond em "Rhipsalis"
- Barrett Martin (Screaming Trees) — bateria; sintetizador em "Rhipsalis"
- Matt Cameron (Pearl Jam) — bateria
- Krist Novoselic (Nirvana) — acordeão em "Tome o Seu Lugar"
- Pretinho da Serrinha — arranjo de percussão em "Composição"
- Antonio Neves — arranjo de sopros em "Corpo e Colo"

Pessoal técnico
- Barrett Martin — produção
- Felipe Cambraia — produção
- Diogo Damascena — produção executiva
- Jack Endino — mixagem
- Zoé Passos e Daniel Taglieri — projeto gráfico